# Ásio de Samos
Ásio, filho de Anfiptolemo foi um poeta de Samos, cujas obras tratavam da genealogia dos heróis. Cuja obra sobrevive na forma de fragmentos citados por outros autores antigos. Tudo o que se sabe sobre o homem é que ele era de Samos e que o nome de seu pai era Anfiptolemo. Sua era é inferida do estilo e conteúdo dos restos mortais, que se adequam ao movimento de arcaização do século VI a.C.. Não deixou títulos ou sinopses, portanto, o número, o escopo e o foco de suas obras são desconhecidos, mas, a julgar pelo testemunho antigo e pelo conteúdo dos próprios fragmentos, ele parece ter se especializado em épico genealógico comparável ao fragmentário de Hesíodo o Catálogo de Mulheres. As genealogias preservadas de Ásio mostram uma preocupação de Hesíodo com a Boecia, além de detalhes sobre sua própria Samos nativa. Além dos 13 fragmentos que sobreviveram de sua poesia hexamétrica, há um fragmento curto e enigmático em elegíacos. 